# Maxine Sullivan
Maxine Sullivan, geboren als Marietta Lilian Williams (Homestead, 13 mei 1911 - New York, 7 april 1987), was een Amerikaanse jazzmuzikante (zang. trombone, bugel) van de swing.

## Biografie
Sullivan had slechts weinig opleiding genoten als zangeres en trad eerst op met de Red Hot Peppers, de band van haar oom, als zangeres en instrumentaliste. Midden jaren 1930 werd ze ontdekt door de pianiste Gladys Mosier bij een opvoering in een literaire club in Pittsburgh en aanbevolen aan Claude Thornhill, met wiens band ze in 1937 de eerste opnamen maakte, die positief werden ontvangen.
In december 1937 had ze, begeleid door Thornhill, Charlie Shavers en Buster Bailey, met de standard Nice Work If You Can Get It haar eerste (van drie) hits in de Billboard-hitlijst. Gelijktijdig had ze een verbintenis in de Onyx Club in New York, waar ze de bassist John Kirby met zijn band begeleidde en met wie ze spoedig daarna in het huwelijksbootje stapte (scheiding in 1941). Onder de Kirby/Thornhill-opnamen bevond zich ook de swingaanpassing van de Schotse folksong Loch Lomond.
Deze song werd haar tweede hit. Met John Kirby had ze in 1940/1941, als eerste jazzmuzikante van Afro-Amerikaanse afkomst, de eigen radioserie Flow gently sweet rhythm. Begeleid door diens orkest kon ze in 1943 een derde hit plaatsen in de hitlijst. Het bij Decca Records opgenomen My Ideal plaatste zich ook in de Amerikaanse hitlijst (#11). Midden jaren 1940 zong ze met de bands van Teddy Wilson, Jimmie Lunceford en Benny Carter regelmatig in clubs. Met de vaststelling op de folksongstijl wisselde ze van Schotse songs naar Orchichonia en My Yiddishe Mame. Ze kon op zulke vergankelijke trends geen carrière opbouwen en had geen verdere hits meer.
Vanaf midden jaren 1950 nam ze meerdere albums op met onder andere Charlie Shavers, Russell Procope en Buster Bailey, bezocht ze in 1954 en 1958 het Verenigd Koninkrijk en was ze ook te horen op de ventieltrombone en de bugel. In 1960 trouwde ze met de stridepianist Cliff Jackson en werkte ze tot midden jaren 1960 hoofdzakelijk als verpleegster, trad echter in een cultuurcentrum van de The Bronx weer op. Vanaf 1966 zong ze weer op buurtfeesten, in clubs en bij traditionele Jazz-festivals, voor de eerste keer met haar echtgenoot. In 1969 lukte haar een comeback. Ze speelde onder andere met Doc Cheatham, Bobby Hackett en The World’s Greatest Jazz Band en Scott Hamilton. Vanaf midden jaren 1970 ging ze meermaals naar Zweden en in 1984 naar Frankrijk op tournee. In september 1986 was ze te horen bij het Concord Jazz Festival in Tokio.
Sullivan trad op in de Broadway-show Swinging the dream (1939) en in de films St.Louis Blues (1939, van Raoul Walsh, met Hoagy Carmichael) en (naast Louis Armstrong) in Going Places op (regie van Ray Enright, 1938) een paardenrace-komedie met Dick Powell. In 1998 werd ze opgenomen in de Bigband Hall of Fame. Haar leven werd in de documentaire film Love to Be in Love (1990) van Greta Schiller gememoreerd.

## Overlijden
Maxine Sullivan overleed in april 1987 op 75-jarige leeftijd.

## Discografie
- ????: Maxine Sullivan 1937-1938, 1938-1941, 1941-1946 (Classics)
- 1944–1949: The 'Le Ruban Bleu' Years (Baldwin Street) met Ellis Larkins & Jimmie Lunceford Orchestra
- 1969: Close as Pages in a Book (Audiophile) met Bob Wilber, Bernie Leighton, George Duvivier
- 1978–1984: The Queen: Something to Remember Her By (Kenneth)
- 1985: Love....Always (Baldwin Street) met Seldon Powell, Dick Hyman, Major Holley, Mel Lewis
- 1987: Highlights in Jazz (Storyville) met Doc Cheatham, Bill Watrous, Phil Bodner, Buddy Tate, Milt Hinton, Butch Miles